# 巴斯库
巴斯库（法語：Bascous）是法国热尔省的一个市镇，属于孔东区（Condom）奥兹县（Eauze）。该市镇总面积10.22平方公里，2009年时的人口为144人。

## 人口
巴斯库人口变化图示